# Ptilothrix relata
Ptilothrix relata là một loài Hymenoptera trong họ Apidae. Loài này được Holmberg mô tả khoa học năm 1903.

## Hình ảnh

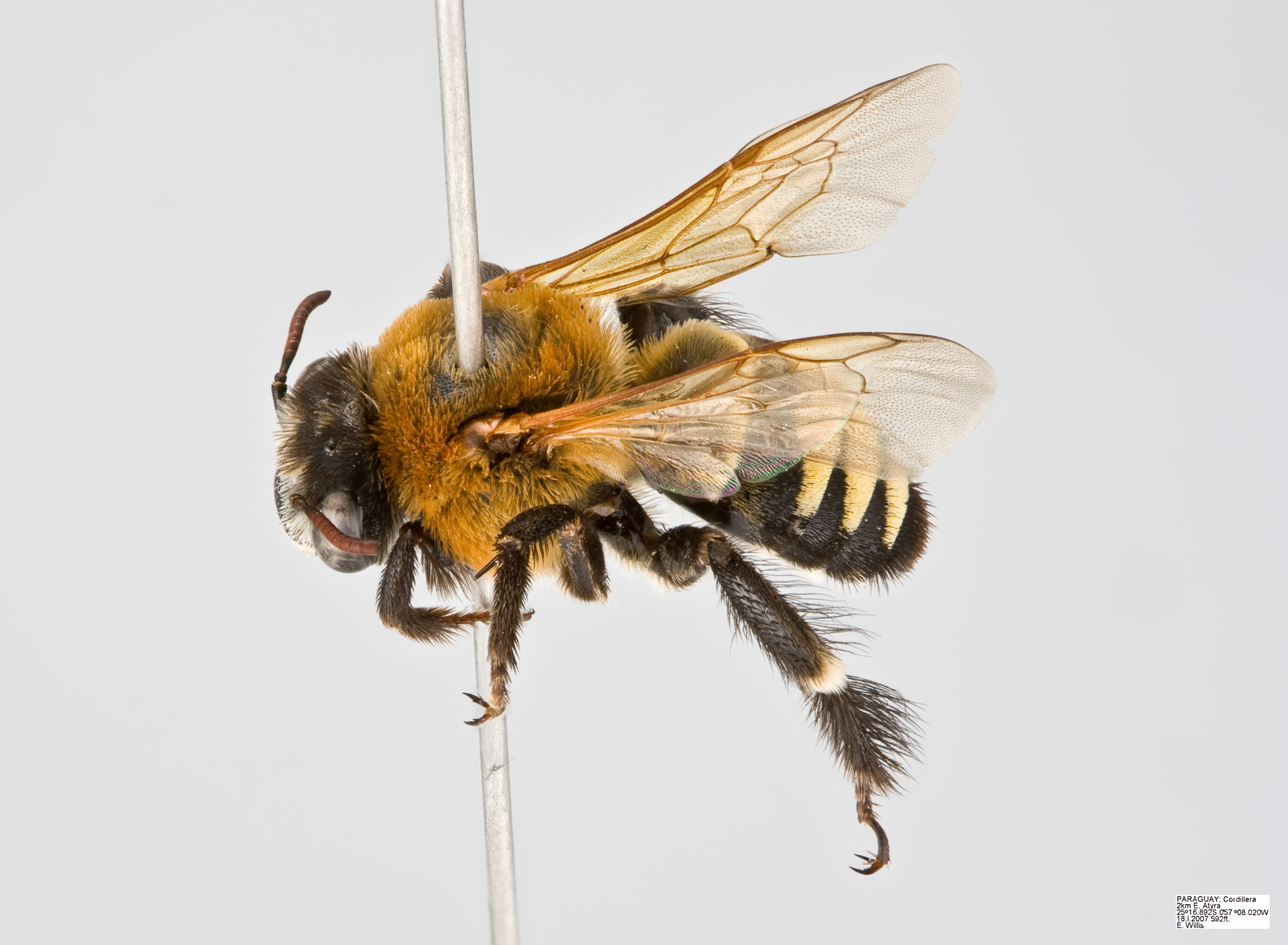